# Цариградско грозде
Цариградското грозде (Ribes uva-crispa) е объл плод, чийто цвят варира от бял до жълт, зелен, розов, червен и почти черен, като най-разпознаваем е на слънчева светлина. Плодът е с полупрозрачна опъната ципа, обвиваща меката вътрешност и няколко малки семена. Наричано е още бодливо грозде.

## Разновидности
Повечето разновидности на цариградското грозде в САЩ са смесица от двата главни вида – американски и европейски. Плодовете на европейския вид са около 2,5 cm в диаметър, докато американските са по малки и по-закръглени. Европейският вид вирее в планината Кавказ и Северна Африка, а американският в североизточните и северните централни региони. Растението е устойчиво на ниски температури и се развива добре в хладен или умерен климат. В Европа е култивирано през XV век.

## Характеристики
Растението е малко, храстовидно, с височина между 1,2 до 1,5 метра и с изпъкнали шипове при разклоненията. Плодът се ражда по стъблото самостоятелно или в група от два до четири грозда.
Поради тръпчивостта им обикновено се приготвят със захар и не се ядат свежи. Често се използва самостоятелно или смесено с други плодове за направа на пай, сладко или желе, като европейският вид се предпочита пред американския.

## Ползи
Цариградското грозде съдържа висока концентрация на витамин C. Източник е също така на влакна, флавоноиди, растителни оцветители с антиокислителни свойства.